# Test Drive: Eve of Destruction
Test Drive: Eve of Destruction (укр. Тест-драйв: Напередодні Руйнування) — відеогра в жанрі аркадних автоперегонів з елементами перегонів на виживання, розроблена студією Monster Games та видана компанією Atari для ігрових приставок PlayStation 2 та Xbox 25 серпня 2004 року у Північній Америці. Версія для PlayStation 2 була випущена в Європі 26 листопада під назвою Driven to Destruction. Гра є спінофом серії Test Drive.
Аркада зосереджується на заїздах спеціалізованими треками з нахилом на руйнування транспортних засобів, які, на відміну інших частин серії, не ліцензовані і є вигаданими моделями. У режимі «Action» гравець може самостійно вибрати автомобіль, трасу та налаштувати гру, а в «Career» потрібно брати участь у змаганнях, заробляючи гроші на покупку, ремонт та покращення машин. Крім цього, присутній багатокористувацький варіант гри, що підтримує до чотирьох осіб.
Ігрова преса поставила Test Drive: Eve of Destruction змішані оцінки, але рецензії здебільшого мали позитивний характер. До основних переваг гри оглядачі відносили велику різноманітність типів заїздів, якісну графіку і веселий багатокористувацький режим. Разом з тим, мінусами критики називали нудну поодинчну гру, незручні елементи інтерфейсу і повторювальний музичний супровід.

## Ігровий процес

Скріншот із гри

Test Drive: Eve of Destruction є аркадною гоночною грою з елементами гонок на виживання, виконана в тривимірній графіці.
Гравцю доступні на вибір два режими - «Action» і Career». У першому випадку можна самому вибрати транспортний засіб, трасу та інші умови, а також доступний багатокористувацький варіант гри до чотирьох осіб з технологією розділеного екрана. У «Career» гравець повинен брати участь у заїздах, заробляючи гроші, які витрачаються на покупку, ремонт та покращення машин. Заїзди поділяються на велику кількість різних видів: у деяких випадках потрібно брати участь у стандартних перегонах, в інших гравцеві потрібно руйнувати машини опонентів і так далі. За таран суперників, виведення їх транспортних засобів з ладу та перемогу у заїздах гравець підвищує очки, які відкривають доступ до нових машин та трас. За досягнення певних цілей також відкриваються різні здібності, наприклад, збільшення пошкодження транспортних засобів суперників і додаткове прискорення. Після будь-якого заїзду у грі можна переглянути його повтор.
Автомобілі в Eve of Destruction, на відміну від інших ігор серії, не ліцензовані, і є вигаданими моделями легкових машин, автобусів і машин швидкої допомоги, але мають детальні пошкодження при зіткненнях аж до виведення машини з ладу. Транспортні засоби поділяються на чотири класи, і кожна машина має різноманітні варіанти забарвлення. Крім цього, кожна машина має різні показники швидкості, керованості та міцності.

## Розробка та реліз
Спочатку гра називалася Driven to Destruction і не входила в серію Test Drive, але пізніше було прийнято рішення зробити гру частиною франшизи й вона була перейменована на Test Drive: Eve of Destruction. Попри відношення до серії, гра має мало спільного з її іншими частинами, а зосереджується на змаганнях із руйнуванням машин, які єдиний раз у франшизі не були ліцензовані реальними виробниками. Завдяки зусиллям команди розробників, у Test Drive: Eve of Destruction було реалізовано велику кількість типів змагань, чимало уваги приділено ШІ суперників, а також якості графіки зі стабільною кадровою частотою приблизно до 60 fps. Анонс проєкту відбувся 21 квітня 2004. У травні гра була показана на виставці E3 2004. 15 червня було підтверджено версію для Xbox.
Саундтрек Test Drive: Eve of Destruction включає сім ліцензованих пісень від відомих виконавців і груп, таких як Thursday («Between Rupture and Rapture»), Thrice («Artist and the Ambulance»), Hoobastank («Out of Control» і «Same Direction»), Autopilot Off («What I Want»), Роб Зомбі («Never Gonna Stop») та Sum 41 («Still Waiting»), які відтворюються під час заїздів. Крім цього, є шість оригінальних композицій, які грають під час показу різних відеозаставок та на екрані головного меню. Музичний супровід представлений у жанрах рок і метал. У версії Xbox також є підтримка користувальницької музики.
Вихід Test Drive: Eve of Destruction відбувся 25 серпня 2004 року у Північній Америці. 26 листопада того ж року версія для PlayStation 2 була випущена в Європі під своєю первісною назвою Driven to Destruction. Гра також запускається на Xbox 360 за допомогою зворотної сумісності.

## Оцінки та відгуки
| Агрегатор    | Оцінка                       |
| ------------ | ---------------------------- |
| GameRankings | 74,70 % (Xbox) 71,58 % (PS2) |
| Metacritic   | 73/100 (PS2) 72/100 (Xbox)   |

| Видання                            | Оцінка                     |
| ---------------------------------- | -------------------------- |
| AllGame                            | [ 15 ] [ 16 ]              |
| Electronic Gaming Monthly          | 6,67/10                    |
| G4                                 | 3/5                        |
| Game Informer                      | 7,75/10                    |
| GamePro                            | [ 20 ]                     |
| GameSpot                           | 6,8/10                     |
| GameSpy                            | [ 2 ] [ 22 ]               |
| GameZone                           | 8,3/10 (PS2) 7,2/10 (Xbox) |
| IGN                                | 6,5/10                     |
| Official U.S. PlayStation Magazine | 4/5                        |
| Official Xbox Magazine (США)       | 8,3/10                     |
| TeamXbox                           | 7/10                       |

Test Drive: Eve of Destruction отримала неоднозначні, але загалом позитивні відгуки від журналістів. На сайті GameRankings середня оцінка гри становить 74,70% у версії для Xbox та 71,58% для PlayStation 2, а на Metacritic - 73/100 для PlayStation 2 та 72/100 для Xbox.
Рецензенти відносили до переваг якість графіки, велика кількість видів заїздів і багатокористувацький варіант гри. Ед Льюїс, оглядач сайту IGN, зауважив, що графіка в грі, незважаючи на не часті падіння частоти кадрів, здебільшого досить «чиста»; також критик сказав, що «Eve of Destruction забезпечує достатню кількість безглуздих руйнувань і хороших привід для побиття машини друга». Алекс Наварро (GameSpot) похвалив «шалений» вибір типів перегонів, хорошу графіку з детальними пошкодженнями транспортних засобів (але так само покритикував уповільнення при численних аваріях і великій кількості пилу з-під коліс) і порекомендував грати в Test Drive: Eve of Destruction в компанії друзів. Рецензент GameSpy, Френк Скіапареллі, відніс до плюсів хороше керування автомобілями, різноманітність у заїздах та збалансовану ігрову механіку. Критику ресурсу GameZone під ніком jkdmedia сподобався тривалий та опрацьований режим кар'єри, а також гарна графіка.  Редакція журналу Game Informer відгукнулася про Test Drive: Eve of Destruction так: «Гонковий жанр вже давно ловить нового гачка, і я думаю, що [студія] Monster розпочала свій власний веселий метод хаосу»». Високо оцінили аркаду журналісти з GamePro, які назвали режим кар'єри «захоплюючим» і «напрочуд унікальним», що дозволяє провести багато гарного часу за грою. Подібним чином про Test Drive: Eve of Destruction відгукнувся представник сайту XboxAddict.com під ніком RichVGS, який був під враженням від вибору з двадцяти трьох різних видів заїздів, руйнувань і режимів.
Серед недоліків журналісти називали повторюючу музику, одноманітність геймплею та незручний інтерфейс. Льюїс розкритикував безкорисний інтерфейс режиму кар'єри, «граючи в хованки» функцію відновлення автомобіля і занадто мала кількість музичних треків, які швидко повторюються, а також заявив, що поодинокий режим гри, зокрема, звичайні перегони, незабаром стають нудними і «млявими». Подібним чином розкритикував гру Наварро: на його думку, саундтрек хоч і містить пісні деяких гідних сучасних груп, але йому не вистачає різноманітності, а одиночна гра швидко набридає і задовольнить лише шанувальників подібних перегонів. Розділив думку про музику jkdmedia, на думку якого, саундтрек загалом був не дуже добрим. Скіапареллі серед негативних сторін Test Drive: Eve of Destruction назвав деякі баги, заплутану систему меню та погану якість звукового супроводу. «Широкі спектри гонок у грі варіюються від цікавих до химерних, але один постійний фактор знижує загальне сприйняття - їх повільний темп» — так висловилися про аркаду в журналі Electronic Gaming Monthly. На каналі G4 оглядачі помітили, що досвід одиночної гри в кінцевому рахунку дуже обмежений, щоб рекомендувати її за щось інше, ніж за орендну плату.